# 热丝菌属
热丝菌属為热丝菌目热丝菌科的一属革兰氏阴性菌。栖息于硫磺、热泉和水洞。此属的模式种为下垂热丝菌(Thermofilum pendens)。

## 下属物种
本属包括以下物种：
- Thermofilum adornatum Zayulina et al. 2020[1]
- 下垂热丝菌 Thermofilum pendens Zillig and Gierl 1983，依赖热丝菌
- Thermofilum uzonense Toshchakov et al. 2016